# 100 meter för herrar i friidrott vid olympiska sommarspelen 2020
Herrarnas 100 meter vid olympiska sommarspelen 2020 avgjordes den 31 juli och 1 augusti 2021 på Tokyos Olympiastadion i Japan. 78 deltagare från 59 nationer deltog i tävlingen. Det var 29:e gången grenen fanns med i ett OS och den har funnits med i varje OS sedan första upplagan 1896.
Marcell Jacobs från Italien tog guld efter ett lopp på 9,80 sekunder, vilket blev ett nytt Europarekord. Silvermedaljen togs av amerikanska Fred Kerley på personbästat 9,84 sekunder och även bronsmedaljören Andre De Grasse från Kanada satte ett nytt personbästa på tiden 9,89 sekunder.

## Rekord
Innan tävlingens start fanns följande rekord:
| Världsrekord     | Usain Bolt (JAM) | 9,58 | Berlin, Tyskland       | 16 augusti 2009 |
| Olympiskt rekord | Usain Bolt (JAM) | 9,63 | London, Storbritannien | 5 augusti 2012  |

| Område                                   |           |      |                  |            |
| Område                                   | Tid (s)   | Vind | Idrottare        | Nation     |
| ---------------------------------------- | --------- | ---- | ---------------- | ---------- |
| Afrika                                   | 9,84      | +1,2 | Akani Simbine    | Sydafrika  |
| Asien                                    | 9,91      | +1,8 | Femi Ogunode     | Qatar      |
| Asien                                    | 9,91      | +0,6 | Femi Ogunode     | Qatar      |
| Asien                                    | 9,91      | +0,2 | Su Bingtian      | Kina       |
| Asien                                    | 9,91      | +0,8 | Su Bingtian      | Kina       |
| Europa                                   | 9,86      | +0,6 | Francis Obikwelu | Portugal   |
| Europa                                   | 9,86      | +1,3 | Jimmy Vicaut     | Frankrike  |
| Europa                                   | 9,86      | +1,8 | Jimmy Vicaut     | Frankrike  |
| Nordamerika, Centralamerika och Karibien | 9,58 0VR0 | +0,9 | Usain Bolt       | Jamaica    |
| Oceanien                                 | 9,93      | +1,8 | Patrick Johnson  | Australien |
| Sydamerika                               | 10,00     | +1,6 | Robson da Silva  | Brazil     |

Följande nationsrekord slogs under tävlingen:
| Land    | Idrottare        | Omgång           | Tid   | Noteringar |
| ------- | ---------------- | ---------------- | ----- | ---------- |
| Tuvalu  | Karalo Maibuca   | Inledande omgång | 11,42 |            |
| Italien | Marcell Jacobs   | Försöksheat      | 9,94  |            |
| Italien | Marcell Jacobs   | Semifinal        | 9,84  | 0AR0       |
| Italien | Marcell Jacobs   | Final            | 9,80  | 0AR0       |
| Kenya   | Ferdinand Omurwa | Försöksheat      | 10,01 |            |
| Kenya   | Ferdinand Omurwa | Semifinal        | 10,00 |            |
| Kina    | Su Bingtian      | Semifinal        | 9,83  | 0AR0       |

## Schema
Alla tider är UTC+9.
| Datum                 | Tid         | Omgång                       |
| --------------------- | ----------- | ---------------------------- |
| Lördag 31 juli 2021   | 9:00 19:00  | Inledande omgång Försöksheat |
| Söndag 1 augusti 2021 | 19:00 21:50 | Semifinaler Final            |

## Resultat

### Inledande omgång
Kvalificeringsregler: De tre första i varje heat 0Q0 samt den snabbaste tiden 0q0 kvalificerade sig för försöksheaten.

#### Heat 1
| Placering | Bana | Idrottare             | Nation            | Tid            | Noteringar |
| --------- | ---- | --------------------- | ----------------- | -------------- | ---------- |
| 1         | 7    | Ngoni Makusha         | Zimbabwe          | 10,32          | 0Q0        |
| 2         | 8    | Fabrice Dabla         | Togo              | 10,57          | 0Q0        |
| 3         | 6    | Yeykell Romero        | Nicaragua         | 10,62          | 0Q0        |
| 4         | 1    | Hassan Saaid          | Maldiverna        | 10,70          | 0SB0       |
| 5         | 3    | Shaun Gill            | Belize            | 10,88          |            |
| 6         | 9    | Pen Sokong            | Kambodja          | 11,02          | 0SB0       |
| 7         | 4    | Sha Mahmood Noor Zahi | Afghanistan       | 11,04          | 0PB0       |
| 8         | 5    | Lataisi Mwea          | Kiribati          | 11,25          |            |
| 9         | 2    | Nathan Crumpton       | Amerikanska Samoa | 11,27          | 0PB0       |
|           |      |                       |                   | Vind: -0,2 m/s |            |

#### Heat 2
| Placering | Bana | Idrottare          | Nation                | Tid            | Noteringar |
| --------- | ---- | ------------------ | --------------------- | -------------- | ---------- |
| 1         | 2    | Barakat Al-Harthi  | Oman                  | 10,27          | 0Q0, 0SB0  |
| 2         | 9    | Emanuel Archibald  | Guyana                | 10,30          | 0Q0        |
| 3         | 1    | Mohamed Alhammadi  | Förenade Arabemiraten | 10,59 (10,581) | 0Q0, 0PB0  |
| 3         | 5    | Banuve Tabakaucoro | Fiji                  | 10,59 (10,581) | 0Q0, 0SB0  |
| 5         | 7    | Bruno Rojas        | Bolivia               | 10,64          |            |
| 6         | 4    | Didier Kiki        | Benin                 | 10,69          | 0PB0       |
| 7         | 3    | Badamassi Saguirou | Niger                 | 10,87          | 0PB0       |
| 8         | 8    | Ronald Fotofili    | Tonga                 | 11,19          | 0SB0       |
| —         | 6    | Aveni Miguel       | Angola                | 0DSQ0          | TR 16.8    |
|           |      |                    |                       | Vind: 0,0 m/s  |            |

#### Heat 3
| Placering | Bana | Idrottare         | Nation                    | Tid            | Noteringar |
| --------- | ---- | ----------------- | ------------------------- | -------------- | ---------- |
| 1         | 6    | Dorian Keletela   | Flyktingidrottare         | 10,33          | 0Q0, 0PB0  |
| 2         | 1    | Guy Maganga Gorra | Gabon                     | 10,61          | 0Q0        |
| 3         | 2    | Oliver Mwimba     | Kongo-Kinshasa            | 10,63          | 0Q0        |
| 4         | 3    | Ildar Akhmadiev   | Tadzjikistan              | 10,66          | 0PB0       |
| 5         | 5    | Jonah Harris      | Nauru                     | 11,01          | 0SB0       |
| 6         | 8    | Scott Fiti        | Mikronesiska federationen | 11,25          | 0SB0       |
| 7         | 4    | Seco Camara       | Guinea-Bissau             | 11,33          | 0PB0       |
| 8         | 9    | Adrian Ililau     | Palau                     | 11,42 (11,414) | 0PB0       |
| 9         | 7    | Karalo Maibuca    | Tuvalu                    | 11,42 (11,418) | 0NR0       |
|           |      |                   |                           | Vind: +0,9 m/s |            |

### Försöksheat
Kvalificeringsregler: De tre första i varje heat 0Q0 samt de tre snabbaste tiderna 0q0 gick vidare till semifinalerna.

#### Heat 1
| Placering | Bana | Idrottare           | Nation           | Tid            | Noteringar |
| --------- | ---- | ------------------- | ---------------- | -------------- | ---------- |
| 1         | 8    | Ronnie Baker        | USA              | 10,03          | 0Q0        |
| 2         | 3    | Jimmy Vicaut        | Frankrike        | 10,07          | 0Q0, 0SB0  |
| 3         | 2    | Usheoritse Itsekiri | Nigeria          | 10,15          | 0Q0        |
| 4         | 1    | Wu Zhiqiang         | Kina             | 10,18          |            |
| 5         | 9    | Yang Chun-han       | Kinesiska Taipei | 10,21          | 0SB0       |
| 6         | 7    | Shuhei Tada         | Japan            | 10,22          |            |
| 7         | 5    | Emre Zafer Barnes   | Turkiet          | 10,47          |            |
| 8         | 6    | Guy Maganga Gorra   | Gabon            | 10,77          |            |
| —         | 4    | Tyquendo Tracey     | Jamaica          | 0DNS0          |            |
|           |      |                     |                  | Vind: +0,2 m/s |            |

#### Heat 2
| Placering | Bana | Idrottare         | Nation            | Tid            | Noteringar |
| --------- | ---- | ----------------- | ----------------- | -------------- | ---------- |
| 1         | 6    | Enoch Adegoke     | Nigeria           | 9,98           | 0Q0, 0PB0  |
| 2         | 3    | Femi Ogunode      | Qatar             | 10,02          | 0Q0        |
| 3         | 8    | Zharnel Hughes    | Storbritannien    | 10,04          | 0Q0, 0SB0  |
| 4         | 7    | Trayvon Bromell   | USA               | 10,05          | 0q0        |
| 5         | 9    | Felipe Bardi      | Brasilien         | 10,26          |            |
| 6         | 4    | Silvan Wicki      | Schweiz           | 10,28          |            |
| 7         | 5    | Samson Colebrooke | Bahamas           | 10,33          |            |
| 8         | 1    | Dorian Keletela   | Flyktingidrottare | 10,41 (10,405) |            |
| 9         | 2    | Emanuel Archibald | Guyana            | 10,41 (10,405) |            |
|           |      |                   |                   | Vind: +0,3 m/s |            |

#### Heat 3
| Placering | Bana | Idrottare         | Nation         | Tid            | Noteringar |
| --------- | ---- | ----------------- | -------------- | -------------- | ---------- |
| 1         | 4    | Marcell Jacobs    | Italien        | 9,94           | 0Q0, 0NR0  |
| 2         | 9    | Oblique Seville   | Jamaica        | 10,04          | 0Q0, 0=PB0 |
| 3         | 1    | Shaun Maswanganyi | Sydafrika      | 10,12          | 0Q0        |
| 4         | 7    | Ryota Yamagata    | Japan          | 10,15          |            |
| 5         | 2    | Xie Zhenye        | Kina           | 10,16          |            |
| 6         | 5    | Yupun Abeykoon    | Sri Lanka      | 10,32          |            |
| 7         | 8    | Carlos Nascimento | Portugal       | 10,37          |            |
| 8         | 6    | Gavin Smellie     | Kanada         | 10,44          |            |
| 9         | 3    | Oliver Mwimba     | Kongo-Kinshasa | 10,97          |            |
|           |      |                   |                | Vind: +0,1 m/s |            |

#### Heat 4
| Placering | Bana | Idrottare           | Nation                | Tid           | Noteringar |
| --------- | ---- | ------------------- | --------------------- | ------------- | ---------- |
| 1         | 2    | Gift Leotlela       | Sydafrika             | 10,04         | 0Q0        |
| 2         | 4    | Su Bingtian         | Kina                  | 10,05         | 0Q0        |
| 3         | 8    | Jason Rogers        | Saint Kitts och Nevis | 10,21         | 0Q0        |
| 4         | 7    | Yuki Koike          | Japan                 | 10,22         |            |
| 5         | 5    | Lalu Muhammad Zohri | Indonesien            | 10,26         | 0SB0       |
| 6         | 3    | Ebrima Camara       | Gambia                | 10,33         |            |
| 7         | 6    | Kemar Hyman         | Caymanöarna           | 10,41         |            |
| 8         | 9    | Banuve Tabakaucoro  | Fiji                  | 10,70         |            |
| —         | 1    | Mark Odhiambo       | Kenya                 | 0DNS0         |            |
|           |      |                     |                       | Wind: 0.0 m/s |            |

#### Heat 5
| Placering | Bana | Idrottare         | Nation                | Tid            | Noteringar |
| --------- | ---- | ----------------- | --------------------- | -------------- | ---------- |
| 1         | 9    | Andre De Grasse   | Kanada                | 9,91           | 0Q0, 0SB0  |
| 2         | 3    | Fred Kerley       | USA                   | 9,97           | 0Q0        |
| 3         | 6    | Ferdinand Omurwa  | Kenya                 | 10,01          | 0Q0, 0=NR0 |
| 4         | 1    | Filippo Tortu     | Italien               | 10,10          | 0q0, 0SB0  |
| 5         | 8    | Reece Prescod     | Storbritannien        | 10,12          | 0q0, 0SB0  |
| 6         | 5    | Jak Ali Harvey    | Turkiet               | 10,25          | 0SB0       |
| 7         | 4    | Barakat Al-Harthi | Oman                  | 10,31          |            |
| 8         | 7    | Mohamed Alhammadi | Förenade Arabemiraten | 10,64          |            |
| —         | 2    | Divine Oduduru    | Nigeria               | 0DSQ0          | TR 16.8    |
|           |      |                   |                       | Vind: +0,6 m/s |            |

#### Heat 6

Fabrice Dabla (tvåa från höger) gjorde en felaktig start och blev diskvalificerad

Omstart i heat 6

| Placering | Bana | Idrottare               | Nation              | Tid            | Noteringar |
| --------- | ---- | ----------------------- | ------------------- | -------------- | ---------- |
| 1         | 4    | Akani Simbine           | Sydafrika           | 10,08          | 0Q0        |
| 2         | 3    | Arthur Cissé            | Elfenbenskusten     | 10,15          | 0Q0        |
| 3         | 6    | Paulo André de Oliveira | Brasilien           | 10,17          | 0Q0        |
| 4         | 1    | Hassan Taftian          | Iran                | 10,19          | 0SB0       |
| 5         | 9    | Emmanuel Matadi         | Liberia             | 10,25 (10,245) |            |
| 6         | 5    | Cejhae Greene           | Antigua och Barbuda | 10,25 (10,249) |            |
| 7         | 8    | Ngoni Makusha           | Zimbabwe            | 10,43          |            |
| 8         | 7    | Bismark Boateng         | Kanada              | 10,47          |            |
| —         | 2    | Fabrice Dabla           | Togo                | 0DSQ0          | TR 16.8    |
|           |      |                         |                     | Vind: -0,4 m/s |            |

#### Heat 7
| Placering | Bana | Idrottare              | Nation         | Tid            | Noteringar |
| --------- | ---- | ---------------------- | -------------- | -------------- | ---------- |
| 1         | 1    | Rohan Browning         | Australien     | 10,01          | 0Q0, 0PB0  |
| 2         | 5    | Yohan Blake            | Jamaica        | 10,06          | 0Q0        |
| 3         | 3    | Chijindu Ujah          | Storbritannien | 10,08          | 0Q0        |
| 4         | 6    | Benjamin Azamati-Kwaku | Ghana          | 10,13          |            |
| 5         | 2    | Kojo Musah             | Danmark        | 10,20          |            |
| 6         | 7    | Rodrigo do Nascimento  | Brasilien      | 10,24          |            |
| 7         | 4    | Ján Volko              | Slovakien      | 10,40          |            |
| 8         | 9    | Yeykell Romero         | Nicaragua      | 10,70          |            |
| 9         | 8    | Mario Burke            | Barbados       | 15,81          |            |
|           |      |                        |                | Vind: +0,8 m/s |            |

### Semifinaler
Kvalificeringsregler: De två första i varje heat 0Q0 samt de två snabbaste tiderna 0q0 gick vidare till finalen.

#### Semifinal 1
| Placering | Bana | Idrottare           | Nation         | Tid            | Noteringar |
| --------- | ---- | ------------------- | -------------- | -------------- | ---------- |
| 1         | 7    | Fred Kerley         | USA            | 9,96           | 0Q0        |
| 2         | 6    | Andre De Grasse     | Kanada         | 9,98           | 0Q0        |
| 3         | 9    | Ferdinand Omurwa    | Kenya          | 10,00          | 0NR0       |
| 4         | 4    | Gift Leotlela       | Sydafrika      | 10,03          |            |
| 5         | 8    | Jimmy Vicaut        | Frankrike      | 10,11          |            |
| 6         | 5    | Yohan Blake         | Jamaica        | 10,14          |            |
| 7         | 2    | Usheoritse Itsekiri | Nigeria        | 10,29          |            |
| —         | 3    | Reece Prescod       | Storbritannien | 0DSQ0          | TR 16.8    |
|           |      |                     |                | Vind: -0,1 m/s |            |

#### Semifinal 2
| Placering | Bana | Idrottare         | Nation         | Tid            | Noteringar |
| --------- | ---- | ----------------- | -------------- | -------------- | ---------- |
| 1         | 8    | Zharnel Hughes    | Storbritannien | 9,98           | 0Q0, 0SB0  |
| 2         | 7    | Enoch Adegoke     | Nigeria        | 10,00 (9,995)  | 0Q0        |
| 3         | 3    | Trayvon Bromell   | USA            | 10,00 (9,996)  |            |
| 4         | 4    | Oblique Seville   | Jamaica        | 10,09 (10,081) |            |
| 5         | 6    | Rohan Browning    | Australien     | 10,09 (10,083) |            |
| 6         | 9    | Shaun Maswanganyi | Sydafrika      | 10,10          |            |
| 7         | 2    | Filippo Tortu     | Italien        | 10,16          |            |
| 8         | 5    | Femi Ogunode      | Qatar          | 10,17          |            |
|           |      |                   |                | Vind: -0,2 m/s |            |

#### Semifinal 3
| Placering | Bana | Idrottare               | Nation                | Tid            | Noteringar |
| --------- | ---- | ----------------------- | --------------------- | -------------- | ---------- |
| 1         | 4    | Su Bingtian             | Kina                  | 9,83 (9,827)   | 0Q0, 0AR0  |
| 2         | 6    | Ronnie Baker            | USA                   | 9,83 (9,829)   | 0Q0, 0PB0  |
| 3         | 5    | Marcell Jacobs          | Italien               | 9,84           | 0q0, 0AR0  |
| 4         | 7    | Akani Simbine           | Sydafrika             | 9,90           | 0q0        |
| 5         | 8    | Chijindu Ujah           | Storbritannien        | 10,11          |            |
| 6         | 2    | Jason Rogers            | Saint Kitts och Nevis | 10,12          |            |
| 7         | 9    | Arthur Cissé            | Elfenbenskusten       | 10,18          |            |
| 8         | 3    | Paulo André de Oliveira | Brasilien             | 10,31          |            |
|           |      |                         |                       | Vind: +0,9 m/s |            |

### Final
| Placering | Bana | Idrottare       | Nation         | Tid            | Noteringar |
| --------- | ---- | --------------- | -------------- | -------------- | ---------- |
| 1         | 3    | Marcell Jacobs  | Italien        | 9,80           | 0AR0       |
| 2         | 5    | Fred Kerley     | USA            | 9,84           | 0PB0       |
| 3         | 9    | Andre De Grasse | Kanada         | 9,89           | 0PB0       |
| 4         | 2    | Akani Simbine   | Sydafrika      | 9,93           |            |
| 5         | 7    | Ronnie Baker    | USA            | 9,95           |            |
| 6         | 6    | Su Bingtian     | Kina           | 9,98           |            |
| —         | 8    | Enoch Adegoke   | Nigeria        | 0DNF0          |            |
| —         | 4    | Zharnel Hughes  | Storbritannien | 0DSQ0          | TR 16.8    |
|           |      |                 |                | Vind: +0,1 m/s |            |